# Terry A. Davis
Terrence Andrew Davis (West Allis, 15 de diciembre de 1969 - The Dalles, 11 de agosto de 2018) fue un programador de computadoras estadounidense que creó y diseñó por sí mismo un sistema operativo completo llamado TempleOS, un proyecto reconocido por ser extremadamente complejo, lento e inusual para solo un programador.
A lo largo de su vida adulta, Davis publicó horas de video blogs a las redes sociales y para el momento de su muerte ya había amasado un pequeño séquito en línea. Un ingeniero informático comparó el logro conseguido por Davis con un rascacielos construido por un solo hombre, y el mismo Davis a menudo se refería a sí mismo como "el programador más inteligente que jamás haya existido".
En 1996  comenzó a experimentar episodios maníacos regulares, lo que lo llevó a pasar numerosas estancias en hospitales psiquiátricos. Inicialmente fue diagnosticado con trastorno bipolar pero luego de recurrentes ataques psicóticos fue diagnosticado con esquizofrenia.
Davis creció como católico antes de volverse ateo. Posteriormente, después de experimentar una autodenominada "revelación", proclamó que estaba en comunicación directa con Dios, comprometiéndose durante 12 años al desarrollo de TempleOS, llamado así porque estaba destinado a ser el tercer templo de Dios.
En 2018, mientras caminaba a lo largo de unas vías de ferrocarril, un tren lo golpeó y murió a la edad de 48 años. Los investigadores no pudieron determinar si su muerte fue un acto suicida o un hecho accidental.

## Juventud y profesión

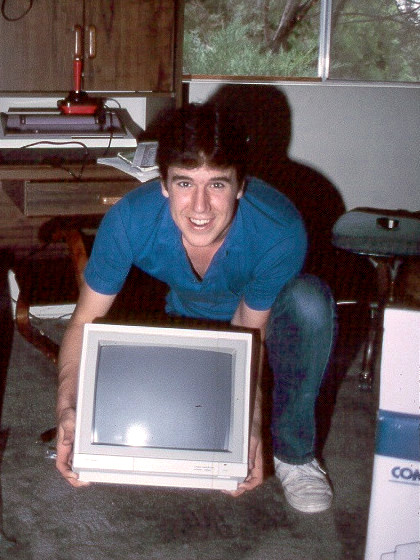
Davis con el monitor de su computadora, 1985.

Davis nació en West Allis, Wisconsin, luego se mudó a Washington, Míchigan, California y Arizona. Fue el séptimo de ocho hermanos y su padre era un ingeniero industrial. De niño, Davis era dueño de una Apple II, y subsecuentemente aprendió lenguaje ensamblador en una Commodore 64. Más tarde, obtuvo una maestría en ingeniería eléctrica en la Universidad Estatal de Arizona y trabajó durante varios años en TicketMaster como programador para máquinas VAX. 
En 1996, Davis comenzó a experimentar episodios maníacos regulares y sufrió delirios de extraterrestres y agentes gubernamentales que lo dejaron brevemente hospitalizado por sus problemas de salud mental. Según Davis, atribuyó una calidad profunda a la letra de Rage Against the Machine "algunos de esas fuerzas de trabajo son los mismos que queman cruces" y recordó que "comencé a ver a personas que me seguían con trajes y esas cosas. Parecía que algo estaba raro". En un momento dado, Davis comenzó a conducir cientos de millas al sur sin destino, convencido de que la radio de su auto le estaba hablando y abandonó su vehículo en un desierto de Texas, donde un oficial lo recogió y lo condujo a un hospital. Fue diagnosticado inicialmente con trastorno bipolar, aunque más tarde fue declarado esquizofrénico, y permaneció desempleado por el resto de su vida.
De allí en adelante vivió con sus padres y recibía remuneraciones de parte de la Seguridad Social debido a su discapacidad.Davis solía donar gran parte de su dinero a la caridad, lo que le generó problemas financieros.
Después de 2003, las hospitalizaciones de Davis se hicieron menos frecuentes. Su esquizofrenia todavía afectaba sus habilidades de comunicación, y sus comentarios en línea eran generalmente incomprensibles. Sin embargo, se informó que "siempre estaba lúcido" si el tema era sobre computadoras, dando siempre las respuestas correctas.

## TempleOS

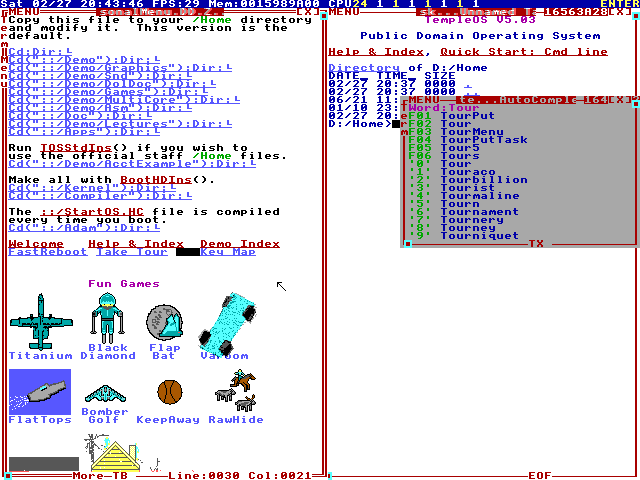
Captura de pantalla de la interfaz de TempleOS.

TempleOS es un sistema operativo similar a Commodore 64, DESQView y otras interfaces antiguas basadas en DOS. El sistema fue concebido por Davis a principios de la década de 2000 y él en solitario se dio la tarea de desarrollarlo a lo largo de 12 años. Esto incluyó el diseño de un lenguaje de programación original (una derivación original del lenguaje C, que él mismo llamó HolyC), editor, compilador y kernel. En última instancia, escribió más de 100 000 líneas de código.
Davis proclamó que estaba en comunicación directa con Dios, y que Dios le dijo que construyera el Tercer Templo como sistema operativo. Según Davis, muchas de las características del sistema, como su resolución de 640x480 y su pantalla de 16 colores, también fueron instrucciones explícitas de Dios. La carta en su sitio web indicaba que TempleOS era "el templo oficial de Dios. Al igual que el Templo de Salomón, este es un punto focal de la comunidad donde se hacen ofrendas y se consulta el oráculo de Dios". El oráculo en cuestión consistía en un programa que generaba respuestas aleatorias. Davis utilizó el oráculo para preguntarle a Dios sobre la guerra ("militares compitiendo"), la muerte ("terrible"), los dinosaurios ("los pies de los brontosaurios duelen cuando se les pisa"), su videojuego favorito (Donkey Kong), coche favorito (BMW), himno nacional favorito (el de Letonia), banda favorita (los Beatles) y el undécimo mandamiento ("No arrojarás basura").
Tras lanzar TempleOS, declaró: "El templo de Dios se ha terminado. Ahora, Dios mata la CIA hasta que se esparza". Se lanzó por primera vez en 2013 y se actualizó por última vez el 20 de noviembre de 2017.

## Reconocimiento, seguimiento, y controversia
Lo que la gente va a leer es: "Se trata de un esquizofrénico patético que hizo un sistema operativo de mierda". Mi perspectiva es: "Dios dijo que hiciera su templo".
Terry A. Davis con respecto a un artículo sobre su vida, desde un correo electrónico a un periodista de Vice.

Davis fue controvertido por su uso regular de insultos racistas y homofóbicos, a veces reprendiendo a sus críticos como "niggers de la CIA", y frecuentemente incitó a que personas "atropellaran" a agentes de dicha organización.
A través de internet, se comunicaba con frecuencia en bloques de texto generados de forma aleatoria y declaraciones fuera de tema sobre Dios, lo que lo llevó a recibir sanciones en portales como Something Awful, Reddit y Hacker News. Sin embargo, la recepción crítica de TempleOS fue mayormente favorable, como escribió el periodista tecnológico David Cassel, "los sitios web de programación intentaron encontrar la paciencia y el entendimiento necesarios para adaptarse a Davis". TechRepublic y OSNews publicaron artículos positivos sobre el trabajo de Davis, a pesar de que Davis fue excluido de este último por comentarios hostiles dirigidos a sus lectores y personal.
En septiembre de 2018, el editor de OSNews, Thom Holwerda, escribió: "Davis era claramente un programador talentoso (escribir un sistema operativo completo no es poca cosa) y fue triste verlo afectado por su enfermedad mental".Un programador que anteriormente había hablado con Davis aseguró que si no hubiera sido por su enfermedad, podría haber sido un "Steve Jobs" o un "Steve Wozniak".
Una vez que se lanzó TempleOS, publicó horas de video blogs en las redes sociales, refiriéndose a sí mismo como "el programador más inteligente que jamás haya existido", y atrajo a un pequeño número de seguidores en línea. Un fanático lo describió como una "leyenda de la programación", mientras que otro, un ingeniero informático, comparó el desarrollo de TempleOS con un rascacielos construido por un solo hombre. Se informó que "siempre estaba lúcido" hablando con los fanáticos si el tema era sobre las computadoras. Vice señaló que, en 2012, Davis tuvo una "conversación productiva" con los colaboradores en MetaFilter, donde su trabajo se presentó como "un sistema operativo escrito por un programador esquizofrénico". En 2017, su sistema operativo TempleOS se mostró como parte de una exposición de arte outside en Bourogne, Francia.

## Muerte y legado

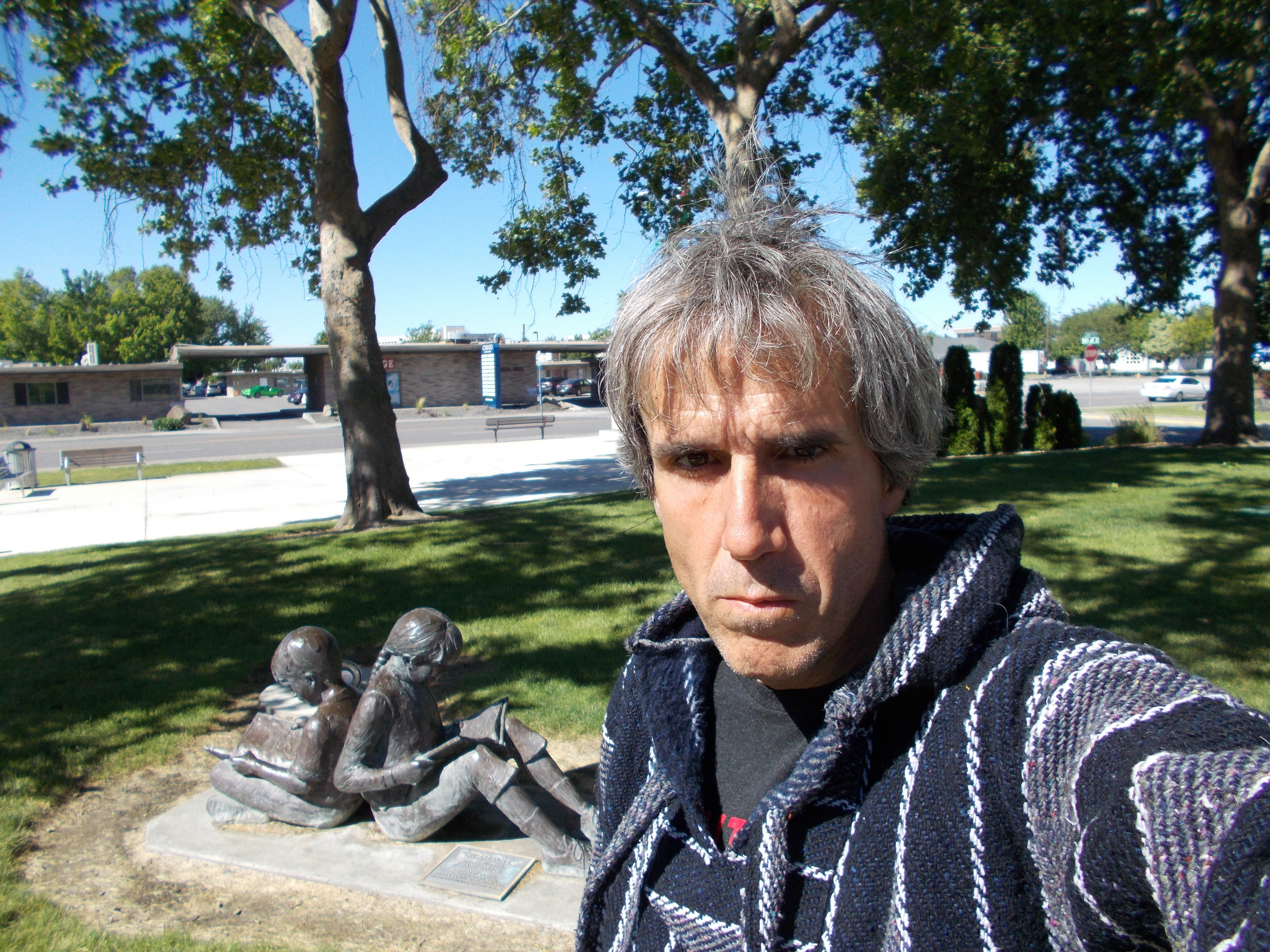
Terry A. Davis como indigente, dos meses antes de su muerte.

Durante sus últimos años, Davis luchó con períodos de falta de vivienda y encarcelamiento. Dejó de tomar su medicación porque creía que limitaba su creatividad. Finalmente donó el resto de su dinero y pertenencias a la caridad. Algunos fanáticos y seguidores lo ayudaron al traerle suministros, pero él rechazó sus ofertas de vivienda.
En la tarde del 11 de agosto de 2018, mientras caminaba a lo largo de las vías del ferrocarril en The Dalles, Oregón, un tren de Union Pacific lo golpeó por detrás y lo mató. Los investigadores no pudieron determinar si su muerte fue suicida o accidental. En su video final, grabado y subido horas antes de su muerte, explicó que recientemente había eliminado la mayoría de sus videos porque no deseaba "ensuciar" Internet. 
A medida que los informes de su muerte aparecían en línea, fue conmemorado por los fans en una serie de tributos publicados en las redes sociales. Una modificación notable de TempleOS es Shrine, un software operativo basado en TempleOS con algunas modificaciones, como poder conectarse a Internet, algo que Davis decidió excluir de su software.